# Paragia hirsuta
Paragia hirsuta är en stekelart som beskrevs av Edmund Meade-Waldo 1911.
Paragia hirsuta ingår i släktet Paragia och familjen Masaridae. Inga underarter finns listade i Catalogue of Life.